# Дюваль, Гаэль
Гаэль Дюваль (фр. Gaёl Duval, род. в 1973 году) — французский предприниматель.

## Биография
23 июля 1998 года создал операционную систему Mandrake Linux (сейчас Mandriva Linux) — дистрибутив Linux, первоначально основанный на Red Hat Linux с графической оболочкой KDE. Также он был сооснователем компании MandrakeSoft (сейчас Mandriva) с Жаком Ле Мариойс и Фредериком Бастоком.
Гаэль Дюваль отвечал за внешние связи в команде Mandriva, пока не был уволен в марте 2006 года в рамках сокращения затрат. Дюваль предположил, что одной из причин увольнения было его несогласие с будущей стратегией компании, в результате чего он подал судебный иск против Mandriva.
В 2006 году Дюваль основал компанию Ulteo, которая создавала операционные системы, эмуляторы программ Linux для Windows, облачные хранилища и приложения для предприятий.
Компания была приобретена группой AZNetwork в 2015 году.
В 2016 году он стал сооснователем NFactory.io, инкубатора-ускорителя «стартапов».
В 2017 году Дюваль создал мобильную платформу /e/ (ранее eelo), базирующуюся на LineageOS. В 2018 году Дюваль создал /e/ Foundation для eelo.

Гаэль Дюваль считает, что:
Люди, утверждающие, что Linux на 100% готов к применению
в настольных системах, не знают, о чём говорят.

## Образование
Окончил французский университет Кан-Нормандия, факультет компьютерных наук по специальности «Сети и приложения документооборота».